# Carisbrooke
Carisbrooke är en ort i civil parish Newport and Carisbrooke, på ön Isle of Wight, i grevskapet Isle of Wight, i England. Carisbrooke var en civil parish fram till 1933 när blev den en del av Newport. Civil parish hade 5 232 invånare år 1931.